# Bahçeköy, Tavas
Bahçeköy là một xã thuộc huyện Tavas, tỉnh Denizli, Thổ Nhĩ Kỳ. Dân số thời điểm năm 2010 là 336 người.